# 14 Andromedae
14 Andromedae (abreviada 14 And), também conhecida como Veritate, é uma estrela gigante alaranjada de tipo espectral K0III, situada a aproximadamente 258 anos-luz da Terra, na constelação de Andrômeda. Desde 2008, acredita-se que um planeta extrassolar (designado 14 Andromedae b e mais tarde denominado Spe) esteja orbitando a estrela.
Suspeita-se que 14 Andromedae seja uma estrela variável. Acredita-se que no início da sua vida ela era uma estrela da sequência principal do tipo A ou do tipo F.

## Nomenclatura
14 Andromedae é a designação de Flamsteed da estrela. A partir da descoberta do seu exoplaneta, o mesmo foi designado 14 Andromedae b. Em julho de 2014, a União Astronômica Internacional (UAI) lançou um processo para atribuir nomes próprios para certos planetas e suas estrelas. O processo envolvia a indicação pública e a votação para os novos nomes. Em dezembro de 2015, a UAI anunciou que os nomes vencedores eram “Veritate” para a estrela e “Spe” para o planeta.
Os nomes vencedores foram baseados naqueles submetidos pelo Centro de Thunder Bay da Real Sociedade Astronômica do Canadá, que foram “Veritas” e “Spes”, formas latinas para “verdade” e “esperança”, respectivamente. Veritas e Spes eram também as deusas romanas para a verdade e a esperança. A UAI fez a substituição pelas formas ablativas “Veritate” e “Spe”, que significam “onde há verdade” e “onde há esperança”, respectivamente, porque “Veritas” é o nome de um asteroide importante para o estudo do Sistema Solar.
Em 2016, a UAI organizou um Grupo de Trabalho para Nomes de Estrelas (WGSN na sigla em inglês) para catalogar e padronizar nomes próprios para estrelas. No seu primeiro boletim de julho de 2016, o WGSN reconheceu explicitamente os nomes de exoplanetas e suas estrelas aprovados pelo Grupo de Trabalho do Comitê Executivo de Denominação Pública de Planetas e Satélites Planetários, incluindo os nomes de estrela adotados durante a campanha de 2015. A estrela está atualmente incluída desta forma no Catálogo da UAI de Nomes de Estrelas.

## Sistema planetário
Em 2008, foi anunciado que um planeta orbitava a estrela. Descobriu-se que o planeta tem massa mínima de 4,8 massas de Júpiter e uma órbita circular com duração de 186 dias. O planeta é dos poucos planetas conhecidos que orbitam uma estrela evoluída de massa intermediária e um dos mais internos.